# 荒谷稔
荒谷 稔（あらたに みのる、1954年 - ）は、広島県出身の元アマチュア野球選手である。ポジションは外野手。

## 来歴・人物
広島商業高では外野手として活躍し、2年生の時に1970年の夏の甲子園に左翼手として出場するが、2回戦で大北敏博や細川安雄らがいる高松商業高校に敗れる。同年秋季中国大会に進むが、2回戦で岩国高に敗れる。同年12月には広島県高校選抜の一員としてフィリピン遠征に参加。1年上に日高晶彦や船田政雄がいた。翌1971年には夏の甲子園広島県予選準決勝に進むが、広陵高に敗退。甲子園への出場を果たすことができなかった。高校同期に二宮至外野手やのちに三菱重工広島でチームメイトになる若松茂樹三塁手がいる。同年のドラフト会議で広島から4位指名されたが入団を拒否。
高校卒業後は三菱重工広島に入社。1974年の第1回社会人野球日本選手権大会の時から、3番打者、中堅手として活躍する。1979年の都市対抗にチーム初出場を果たし、チームの初優勝に貢献した。